# Kapitæl (arkitektur)
 For alternative betydninger, se Kapitæl. (Se også artikler, som begynder med Kapitæl)
Ordet kapitæl kommer af latin caput (= ”hoved”), dvs. søjlehoved. Betegnelsen bruges om den øverste afslutning på en søjle, en pille eller en pilaster.
Kapitælet er markant forskelligt fra søjleskaftet. Det er et vigtigt ornamentalt element, og det udføres ofte med motiver hentet fra plante- eller dyreverdenen, eller søjlehovedet forsynes simpelt hen med en pudeformet afslutning eller med volutter. Kapitælet har udviklet sig i mange retninger, som studeres inden for stilhistorien.
I den antikke græske arkitektur blev kapitælet udformet i tre hovedtyper: den ældste, pudeformede, kaldes dorisk. Senere kom den såkaldt joniske med de sirlige volutter. Og endelig opstod den såkaldt korintiske, hvis kapitæl er udhugget med relieffer af akantusblade.
Den antikke romerske arkitektur bidrog med det toscanske og det kompositte kapitæl.
| Arkitektur | Spire Denne arkitekturartikel er en spire som bør udbygges. Du er velkommen til at hjælpe Wikipedia ved at udvide den. |